# 勒戈恩群岛大公国
50°48′26″N 1°03′23″W / 50.8072°N 1.0564°W
勒戈恩群岛大公国（英語：Grand Duchy of the Lagoan Isles）是一个位于英国的私人国家。 它由英国的学校老师路易斯·罗伯特·哈罗德·斯蒂芬斯（“路易斯大公”，1985年出生）于2005年创建，统治者声称公国的领土为朴茨茅斯的巴芬斯池塘以及位于池塘内的三个小岛屿。但是，大公国在该地区没有实际存在或行使任何权力，其主要于互联网运作。

## 历史
巴芬斯农场（包括池塘）的历史可以追溯到1194年。从那时起，它已经多次易手。在19世纪，它被当地农民使用，并在1912年成为一个公园。1938年，公园被拆除，并出售给朴茨茅斯市。斯蒂芬斯注意到他们在1938年的土地买卖合同中没有特别提到池塘后，于2005年8月16日确定了大公国对池塘的要求。之后，他发出了一封信，宣布他对朴茨茅斯议会提出的要求，并发布了一系列具有鸟类主题的钞票。